# Gerichtsbezirk Hall in Tirol

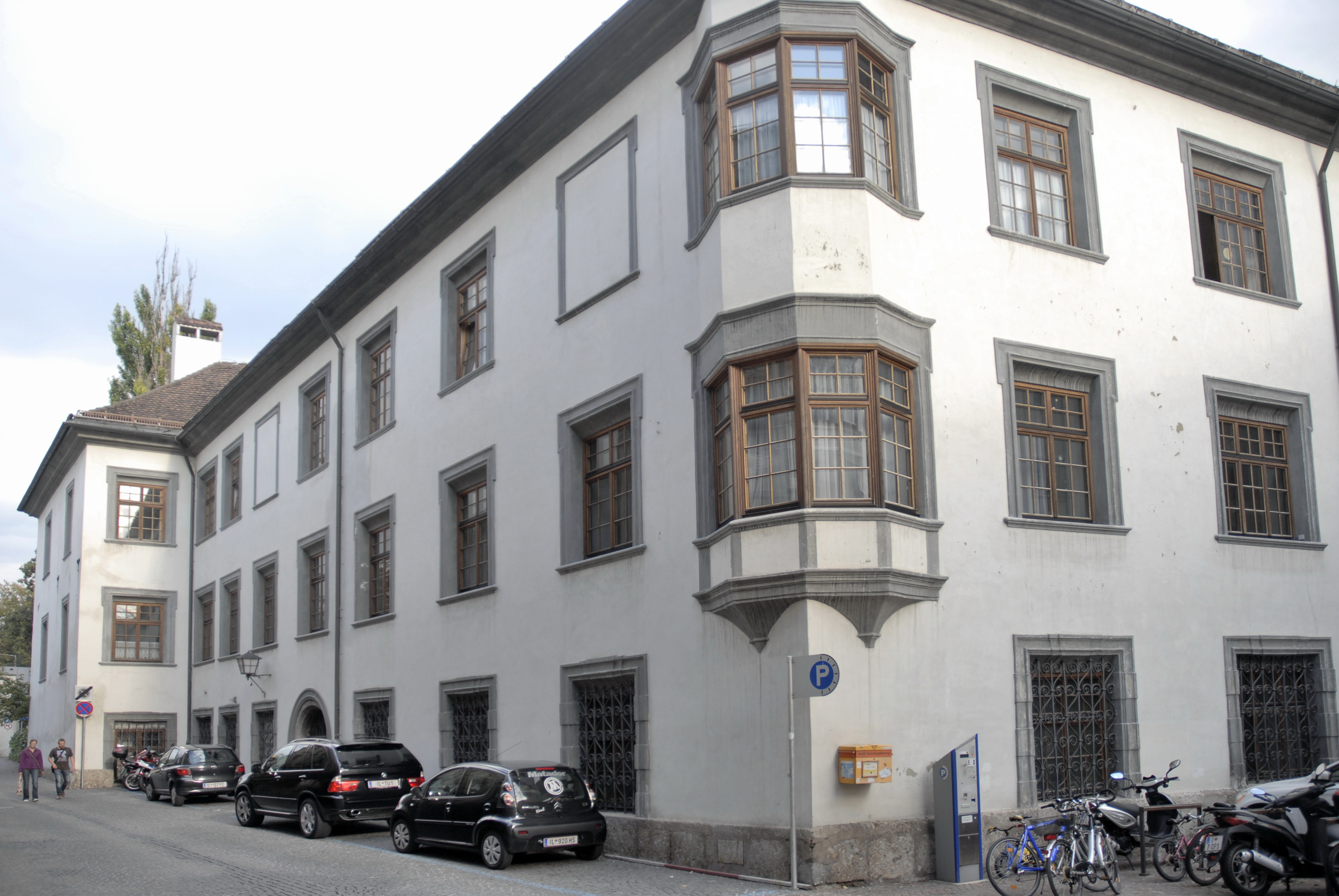
Bezirksgericht Hall in Tirol

Der Gerichtsbezirk Hall in Tirol (meist: Gerichtsbezirk Hall (in Tirol); von 1938 bis 1974 „Gerichtsbezirk Solbad Hall in Tirol“) ist ein dem Bezirksgericht Hall in Tirol unterstehender Gerichtsbezirk im Bundesland Tirol. Er ist neben den Gerichtsbezirken Telfs und Innsbruck einer von drei Gerichtsbezirken im politischen Bezirk Innsbruck-Land.

## Geschichte
Der Gerichtsbezirk Hall wurde durch eine 1849 beschlossene Kundmachung der Landes-Gerichts-Einführungs-Kommission geschaffen und umfasste ursprünglich die 23 Gemeinden Absam, Ampaß, Arzl, Baumkirchen, Fritzens, Gampas, Gnadenwald, Großvolderberg, Hall, Kleinvolderberg, Kolsaß, Kolsaßberg, Mils, Mühlau, Rinn, Rum, Terfens, Thaur, Tulfs, Vöglsberg, Volders, Wattenberg und Wattens.
Der Gerichtsbezirk Innsbruck bildete im Zuge der Trennung der politischen von der judikativen Verwaltung
ab 1868 gemeinsam mit den Gerichtsbezirken Telfs, Mieders, Steinach und Innsbruck den Bezirk Innsbruck Umgebung,
wobei die Stadt Innsbruck als Statutarstadt eine eigene Bezirkshauptmannschaft erhielt.
Nach dem Ersten Weltkrieg wurde durch eine Verordnung der Bundesregierung vom 29. März 1923 der Gerichtsbezirk Mieders aufgelöst und das Gebiet des Gerichtsbezirks per 1. Juni 1923 dem Gerichtsbezirk Innsbruck zugewiesen.
Der Gerichtsbezirk Innsbruck wurde durch diese Maßnahme um die Gemeinden Ellbögen, Fulpmes, Kreith, Mieders, Neustift im Stubaital, Schönberg im Stubaital und Telfes im Stubai erweitert.
Durch eine Verordnung des Bundeskanzleramtes vom 13. Juli 1925 wurden die Gemeinden Arzl und Mühlau aus dem Gerichtsbezirk Hall in Tirol und die Gemeinden Leutasch, Reith bei Seefeld, Scharnitz und Seefeld in Tirol aus dem Gerichtsbezirk Telfs ausgeschieden und dem Gerichtsbezirk Innsbruck zugeschlagen.
Der Gerichtsbezirk Hall musste per 1. April 1928 die Gemeinde Terfens an den Gerichtsbezirk Schwaz abgeben.
Im Zuge der nationalsozialistischen Neueinteilung der Tiroler Verwaltungsbezirke kamen mit der „Verordnung des Landeshauptmanns vom 15. Oktober 1938 über die Einteilung des Landes Tirol in Verwaltungsbezirke“ die Gemeinden Kolsaß und Kolsaßberg vom Bezirk Innsbruck-Land zum Bezirk Schwaz,
verblieben jedoch beim seit 8. September 1938 „Solbad Hall in Tirol“ genannten Gerichtsbezirk.
Nach dem Zweiten Weltkrieg wurden die Gemeinden Kolsaß und Kolsaßberg per 1. Jänner 1948 wieder Teil des Bezirks Innsbruck-Land.
Seit der Schließung des Gerichtsbezirks Steinach 1977 bestehen im Bezirk Innsbruck-Land drei Gerichtsbezirke.

## Gerichtssprengel
Der Gerichtssprengel umfasst mit den 16 Gemeinden Absam, Ampass, Baumkirchen, Fritzens, Gnadenwald, Hall in Tirol, Kolsass, Kolsassberg, Mils, Rinn, Rum, Thaur, Tulfes, Volders, Wattenberg und Wattens Teile des Ostens des Bezirks Innsbruck-Land.